# إميل والستروم
إميل والستروم (بالسويدية: Emil Wahlström) هو لاعب كرة قدم سويدي في مركز الدفاع، ولد في 2 مارس 1987 في السويد. شارك مع منتخب السويد تحت 19 سنة لكرة القدم. أما مع النوادي، فقد لعب مع نادي هكن.

## وصلات خارجية
- إميل والستروم على موقع اتحاد السويد (السويدية)
- إميل والستروم على موقع قاعدة بيانات كرة القدم.إي يو (الإنجليزية)
- إميل والستروم على موقع Soccerway.com (الإنجليزية)